# Cecile Heuer
Cecile Heuer (Amsterdam, 1951) is een Nederlands actrice. Zij is de dochter van acteur Ben Heuer en de zus van actrice Marlies Heuer.

## Biografie
Heuer volgde begin jaren 70 de Akademie voor Expressie door Woord en Gebaar, die later zou opgaan in de Hogeschool voor de Kunsten Utrecht. Na enkele jaren in het jeugdtoneel werkzaam te zijn geweest, trad zij in 1981 toe tot Theatergroep Carrousel. Ze debuteerde in het stuk Iets in de regen naast Leny Breederveld en Beppie Melissen, onder regie van Pieter Kramer. Ze bleef tot 1987 verbonden aan de groep. In 1987 maakte ze haar filmdebuut als museumsuppoost in Theo en Thea en de ontmaskering van het tenenkaasimperium. In 1992 en 1996 had ze rollen in de films De Noorderlingen en De jurk van Alex van Warmerdam. In 1998 speelde ze met Peer Mascini de ouders van hoofdrolspeelster Thekla Reuten in de film Het 14e kippetje.
Vanaf 2000 was zij veelvuldig te zien in films en televisieseries. In de televisieserie Bij ons in de Jordaan portretteerde ze de moeder van Johnny Jordaan. Hetzelfde jaar speelde ze de hoofdrol in de satirische televisieserie Televisie naast Arjan Ederveen. In de serie Keyzer & De Boer Advocaten was zij van 2005 tot 2008 te zien als rechter Hofstra. In 2012 speelde ze, naast Pleuni Touw, Loes Luca en Beppie Melissen, een van de hoofdrollen in Golden Girls, een Nederlandse remake van de Amerikaanse televisieserie The Golden Girls. In 2013 speelde ze in de serie Sophie's Web, waarin Jennifer Hoffman de hoofdrol vervulde. In de serie Jeuk speelde ze de moeder van Jelka van Houten.